# Academia de Polícia Militar do Barro Branco
A Academia de Polícia Militar do Barro Branco (APMBB) é o estabelecimento de ensino superior localizada na capital do estado, destinado a formar e aperfeiçoar os Oficiais da Polícia Militar do Estado de São Paulo .
Sua missão oficial é "Promover com excelência as atividades de ensino aos integrantes da Polícia Militar que se preparam para o exercício do Oficialato, tendo por referência a ciência pedagógica, a técnica policial e as relações humanas." 

## História

### Antecedentes
Após a Proclamação da República, o presidente do estado Campos Sales reorganizou a Força Pública Paulista através da Lei nº 491 de 29 de dezembro de 1896. A Força Pública passou a ser dividida em duas forças: Brigada Policial e Guarda Cívica.
A nova lei ainda regulamentou as nomeações e promoções de oficiais:
"...Artigo 16. - As nomeações, promoções e transferências de oficias da brigada policial se farão por decreto do Presidente do Estado e sob proposta do Secretario da Justiça."— Trecho da Lei Estadual de São Paulo número 491 de 29 de dezembro de 1896.
Ao final daquele ano a Força Pública contava com 89 oficiais na Brigada Policial e a Guarda Cívica com 34 oficiais, totalizando 123 oficiais para comandar 4493 soldados. A nomeação de oficiais por parte do secretário fez com que critérios políticos norteassem as escolhas, prejudicando o funcionamento da Força Pública. Menos de três anos depois o novo presidente do estado, Fernando Prestes de Albuquerque, aprovou a Lei nº 653 de 16 de Agosto de 1899 que em seu artigo terceiro dispensou da Força Pública e indenizou todos os oficiais e praças agregados por conta da lei anterior e determinou promoções de soldados para alferes somente por necessidade organizacional apresentada pelos comandantes de batalhões.
A nova lei permitiu que fossem promovidos a oficialidade soldados como o Tenente Galinha, conhecido por sua brutalidade, vigilantismo e desrespeito às leis vigentes. A falta de estrutura e a pouca disciplina, principalmente encontrada nos batalhões do interior do estado, passou a pressionar a infraestrutura administrativa existente ao ponto do presidente Rodrigues Alves cita-la em seu Relatório Anual para 1900.
"...Tenho observado porém que... (o) "Corpo Policial do Interior" não tem prestado todos os serviços que eram esperados de sua organização...Já em 1898 dizia-voz um dos meus antecessores com perfeito conhecimento dos fatos que "havia vantagem em se dar ao corpo do interior uma nova organização que concentrasse o serviço de modo a haver mais unidade na ação e mais harmonia na disciplina.— Trecho do Relatório do Presidente do estado para 1900
Em 1904 o governo admitiu que o regulamento da Força Pública precisava ser atualizado para tornar mais céleres o julgamento de oficiais e praças envolvidos em delitos.  No ano seguinte uma nova lei é editada para a reorganização da força, limitando o número de oficiais para cada destacamento.

### Missão Francesa e o Corpo Escolar

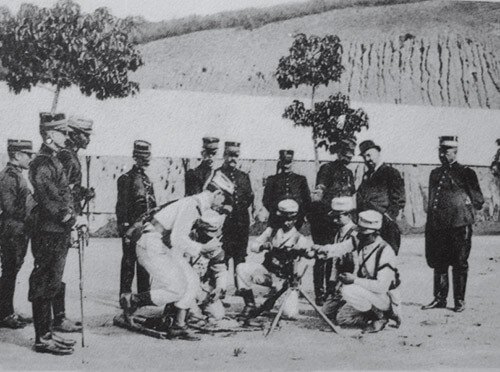
Oficiais da Missão Militar Francesa adestrando membros da Força Pública de São Paulo, 1906.

O governo do estado contratou em 1905 o Exército Francês para reorganizar e adestrar a Força Pública, originando a Missão Militar Francesa na Força Pública de São Paulo. Em 1907 foram criados dois cursos de formação: um para praças e outro para oficiais, ambos ministrados com supervisão da Missão Francesa. Posteriormente foram criados novos cursos teóricos e práticos, exigindo cada vez mais espaço em quartéis e estações de policiamento.
| Curso             | Criação |
| ----------------- | ------- |
| Praças            | 1907    |
| Oficiais          | 1907    |
| Cabos             | 1907    |
| Policiamento      | 1907    |
| Equitação         | 1907    |
| Exercício de tiro | 1907    |

A partir de 1909 todo soldado ou oficial só poderia ser promovido após aprovação nos cursos de formação. Os cursos foram reunidos em 1913 sob o Corpo Escolar da Força Pública, sediado no Aquartelamento da Luz, com apenas algumas atividades de tiro e cavalaria realizadas no Acampamento da Invernada do Barro Branco desde 1904. Após verificar a experiência das vilas militares na Inglaterra, o governo paulista decidiu implementar vilas militares para a Força Pública. Em 1917 o governo do estado iniciou a construção da Vila Militar do Barro Branco. Adquirida em 1904 do governo federal, a Invernada do Barro Branco era uma grande área onde a Força Pública passou a concentrar cada vez mais guarnições. A primeira foi a cavalaria, seguida do estande de tiro.
Após um surto de meningite no Corpo Escolar em 1919, uma turma foi transferida para o acampamento.

## Origens
A história da APMBB, remonta ao ano de 1910, com a implementação do Curso Literário e Científico trazido pela Missão Militar Francesa, que chegou em São Paulo em 28 de março de 1906, contratada pelo então Governador do Estado Jorge Tibiriçá, com o propósito de ministrar instrução à tropa da Força Pública.
1913
Foi criado o Corpo Escolar, compreendendo o Curso Geral para inferiores e Curso Complementar para Alferes e Tenentes.
1924
O Corpo Escolar passa a denominar-se Centro de Instrução Militar (CIM), voltado para a formação de Oficiais e Praças, pois reunia todos os Cursos de Formação em sua localidade.
1940
Teve início no Barro Branco, a construção do novo aquartelamento do CIM, sendo as obras concluídas em 1944.
1950
O CIM transformou-se em Curso de Formação de Aperfeiçoamento, CFA, designação que conservou até 1969, quando, foi destinado exclusivamente a formar e especializar Oficiais.
1970
Com a inclusão da Guarda Civil à Força Pública, após reestruturação de currículos, passa a denominar-se Academia de Polícia Militar. Mais recentemente, por força do Decreto nº 11.241, de 09 de março de 1978, esta Academia, por tradição, e por assim já ser conhecida, passou a denominar-se Academia de Polícia Militar do Barro Branco – APMBB – sendo consagrada uma instituição voltada à formação do Oficial em nível superior.
1985
Com a criação do Centro de Aperfeiçoamento e Estudos Superiores, a Academia passa a destinar-se exclusivamente a formar Oficiais e a especializá-los em cursos e estágios específicos.
1996
Foi firmado entre a Academia do Barro Branco e a Fundação Universitária para o Vestibular – FUVEST, contrato de parceria para a realização da prova de seleção para ingresso no Curso de Formação de Oficiais, passando a integrar um dos Cursos do Vestibular desta Instituição.
2010

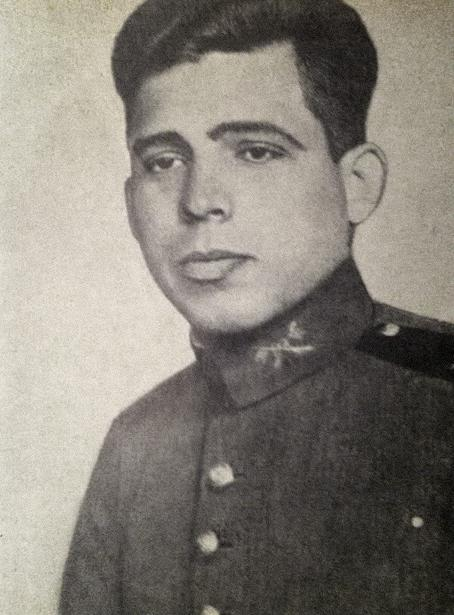
Ruytemberg Rocha, morto em combate na Revolução de 1932.

A realização das provas passou a ser de responsabilidade da Fundação VUNESP.
2020
A PMESP deixa a cargo da Fundação Getúlio Vargas (FGV) a realização das provas

### Participação da APMBB na Revolução de 1932
Com a eclosão da Revolução Constitucionalista em 1932, o então CIM - Centro de Instrução Militar (atualmente APMBB) foi totalmente deslocado para a frente de batalha atuando em todas as frentes. Como resultado das batalhas houve o falecimento do cadete Ruytemberg Rocha, então aluno do 2º ano do Curso de Formação de Oficiais.

#### Cadete Ruytemberg Rocha

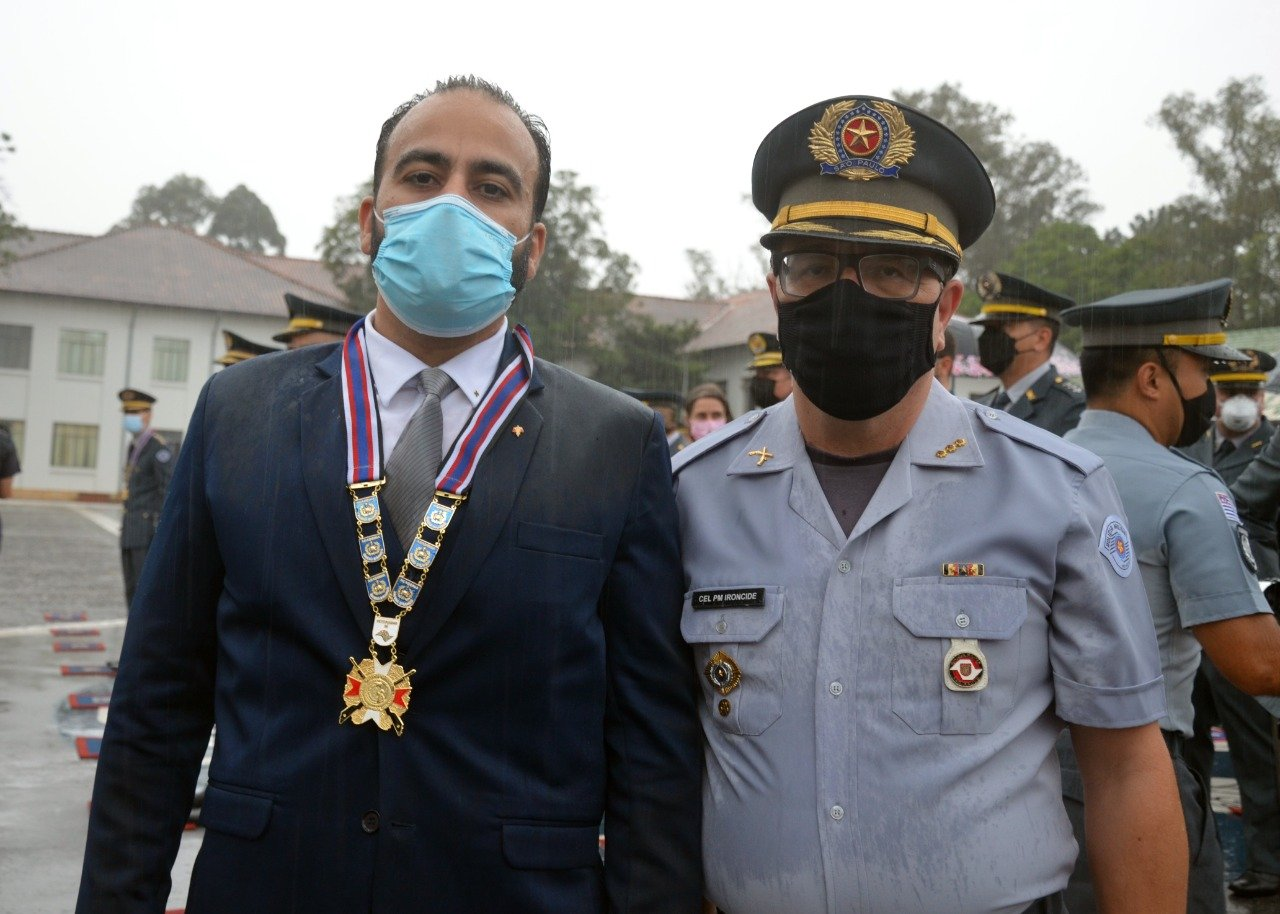
Comandante Ironcide Gomes Filho durante a outorga do Grão Colar "Cadete Ruytemberg Rocha - O Heroi Constitucionalista -" ao Comendador Eric Doutor Galantini.

O cadete Ruytemberg Rocha tinha na data da revolução 24 anos de idade e quando do início das hostilidades foi deslocado para o Batalhão Marcílio Franco, que atuaria na frente sul, na divisa entre os estados de SP e do Paraná. Na madrugada do dia 27 de julho de 1932, o cadete Ruytemberg Rocha acabou morto com um tiro na cabeça, logo após ter saltado da trincheira em que estava. Como resultado deste fato o cadete se tornou um símbolo dos valores de um cadete da APMBB, existindo hoje em dia um núcleo de preservação da história da revolução que carrega seu nome, além de uma alta condecoração militar em sua honra.

## Concorrência
Atualmente a APMBB é uma das mais concorridas instituições de ensino superior no Brasil.
O concurso iniciado em 2016, com posse em julho de 2017, por exemplo, contou com 28.321 inscritos para uma oferta de apenas 131 vagas, o que significou uma concorrência de mais de 216 candidatos na disputa por cada vaga.
|                  | 2021   | 2019   | 2018   | 2017   | 2016   | 2015   | 2014   | 2013   | 2012   |
| ---------------- | ------ | ------ | ------ | ------ | ------ | ------ | ------ | ------ | ------ |
| Inscrições       | 16.349 | 19.906 | 15.900 | 21.145 | 28.321 | 15.308 | 11.430 | 12.094 | 11.149 |
| Admissões        | 190    | 190    | 270    | 221    | 131    | 240    | 220    | 220    | 120    |
| Taxa de admissão | 1,16%  | 0,95%  | 1,69%  | 1,04%  | 0,46%  | 1,56%  | 1,92%  | 1,81%  | 1,07%  |

## Prova
A banca atual da prova da Academia de Polícia Militar do Barro Branco é a Fundação Getúlio Vargar (FGV) e é comparada com os vestibulares mais concorridos do Brasil, como o da Fuvest. A primeira etapa é dividida em duas partes, a primeira na parte da manhã consiste em uma prova objetiva com oitenta questões divididas em doze matérias, são elas: língua portuguesa, matemática, história, filosofia, geografia, sociologia, informática, física, química, biologia, administração pública e língua estrangeira tendo duas opções de escolha, espanhol ou inglês, e a segunda na parte da tarde redação. Ocorre apenas uma vez ao ano sendo divulgada pela academia através de seus meios de comunicação (Site e redes sociais em geral). Em 2016 foram apenas noventa vagas disponíveis, e os candidatos são escolhidos através de sua nota na prova. Na segunda etapa é feita de uma série de exames e testes, físicos, médicos, psicológicos e toxicológicos buscando comprovar sua aptidão pela carreira militar. A terceira etapa, não envolve o candidato, e sim Academia, pois são realizadas investigações sociais sobre quem foi aprovado em todas as etapas, para provar que possui aptidão para ser um oficial da Polícia Militar do Estado de São Paulo.
A prova é composta por oitenta questões, dividas por disciplinas como língua portuguesa, matemática, história, filosofia, geografia, sociologia, informática, química, física, biologia, administração pública e língua estrangeira (espanhol ou inglês).
Para participar da seleção para o Barro Branco é necessário ter ensino médio completo, altura mínima de 1,60m para os homens e 1,55m para as mulheres, mais de 17 anos de idade e menos de 30, caso ainda não seja membro da Polícia Militar do Estado de São Paulo.

## Pessoas notáveis
A APMBB trabalha na formação de profissionais de Segurança Pública, sendo que já passaram, por seus bancos escolares, personalidades notáveis da sociedade brasileira, como o Dr. Moisés Sjamboc, professor da USP e criador da Fuvest, o desembargador Álvaro Lazarini, ex-presidente do Tribunal Regional Eleitoral, o sr. Luiz Antonio Fleury Filho, ex-governador do Estado de São Paulo, além de diversos secretários de Estado e inúmeros outros desembargadores, juízes, promotores de justiça, procuradores e vereadores. 

### Ex-Alunos
Rafael Henrique Cano Telhada, Deputado Estadual - SP.
Danilo Mascarenhas de Balas, Deputado Estadual - SP,
Luiz Antônio Fleury Filho, 29º governador do Estado de SP,
Sérgio Olímpio Gomes, Senador da República,
Dimas Mecca Sampaio, Deputado Estadual - SP,
Marcio Tadeu Anhaia de Lemos, Deputado Federal por SP,
Guilherme Muraro Derrite, Deputado Federal por SP, atualmente é Secretário de Segurança Pública do Estado de São Paulo,
José Augusto Rosa, Deputado Federal por SP,
Paulo Adriano Lopes Lucinda Telhada, Deputado Federal por SP,
Roberval Conte Lopes Lima, Deputado Estadual - SP,
Paulo Nishikawa, Deputado Estadual - SP,
Edson Ferrarini, ex-Deputado Estadual, em SP,
Alvaro Batista Camilo, ex-Deputado Estadual, em SP, atual Subprefeito da Sé.

## Controvérsias
Assim como em outras escolas militares, a APMBB já foi acusada de dar pouco ou nenhum treinamento em Direitos Humanos.

## Galeria de imagens

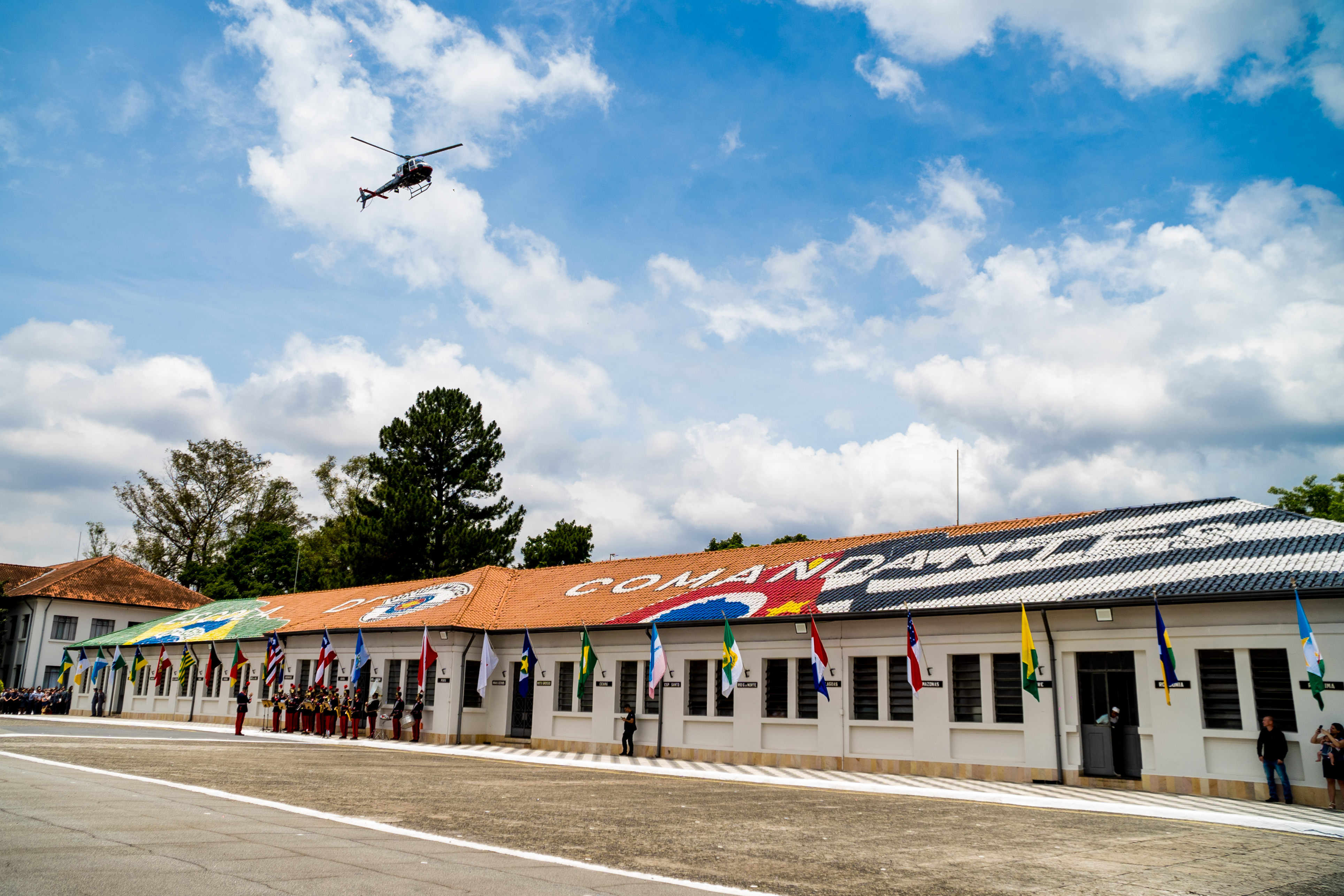
Helicóptero Águia sobrevoando o Pátio Capitão Alberto Mendes Júnior

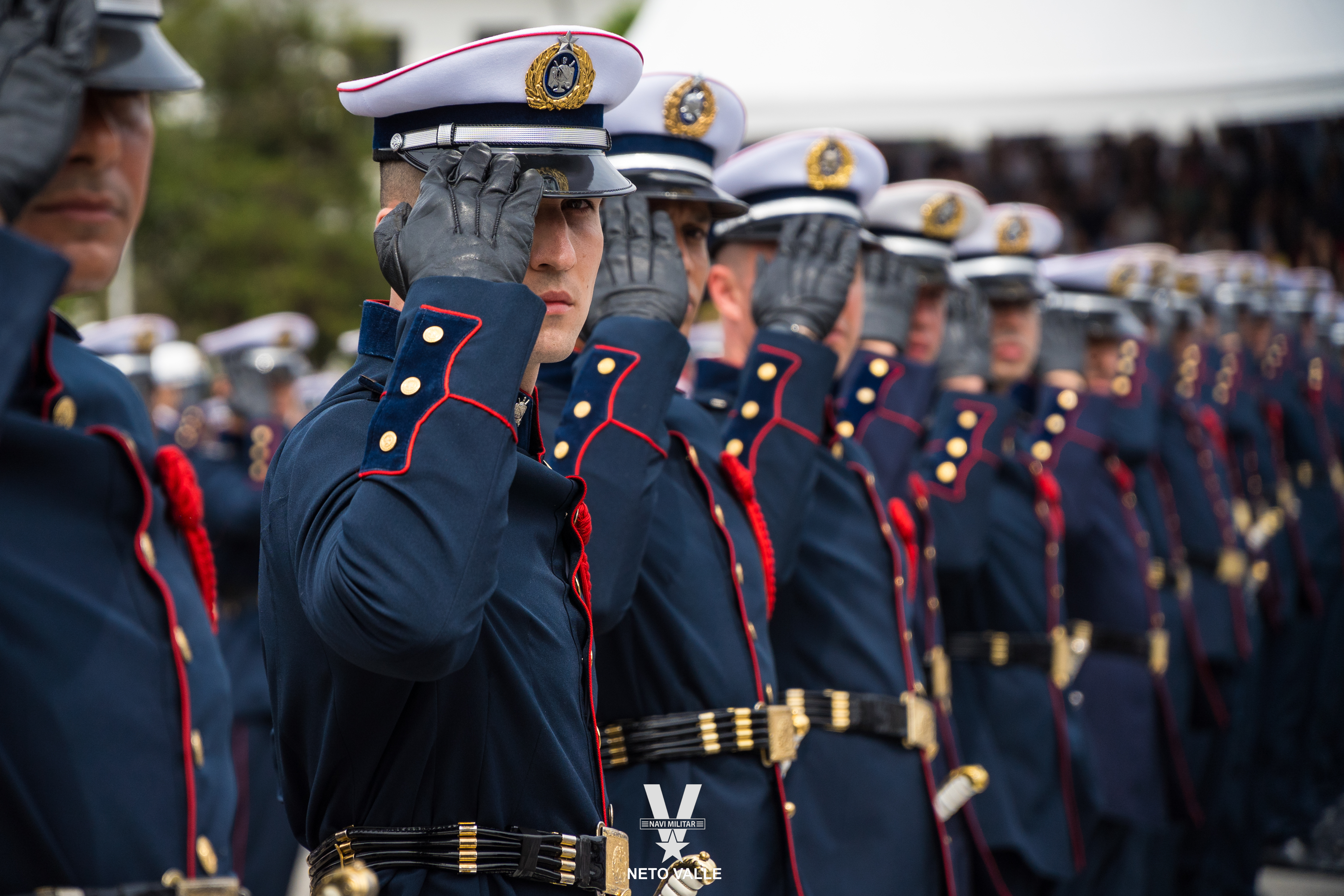
Solenidade de Entrega da Espada - Aspirantes 2024

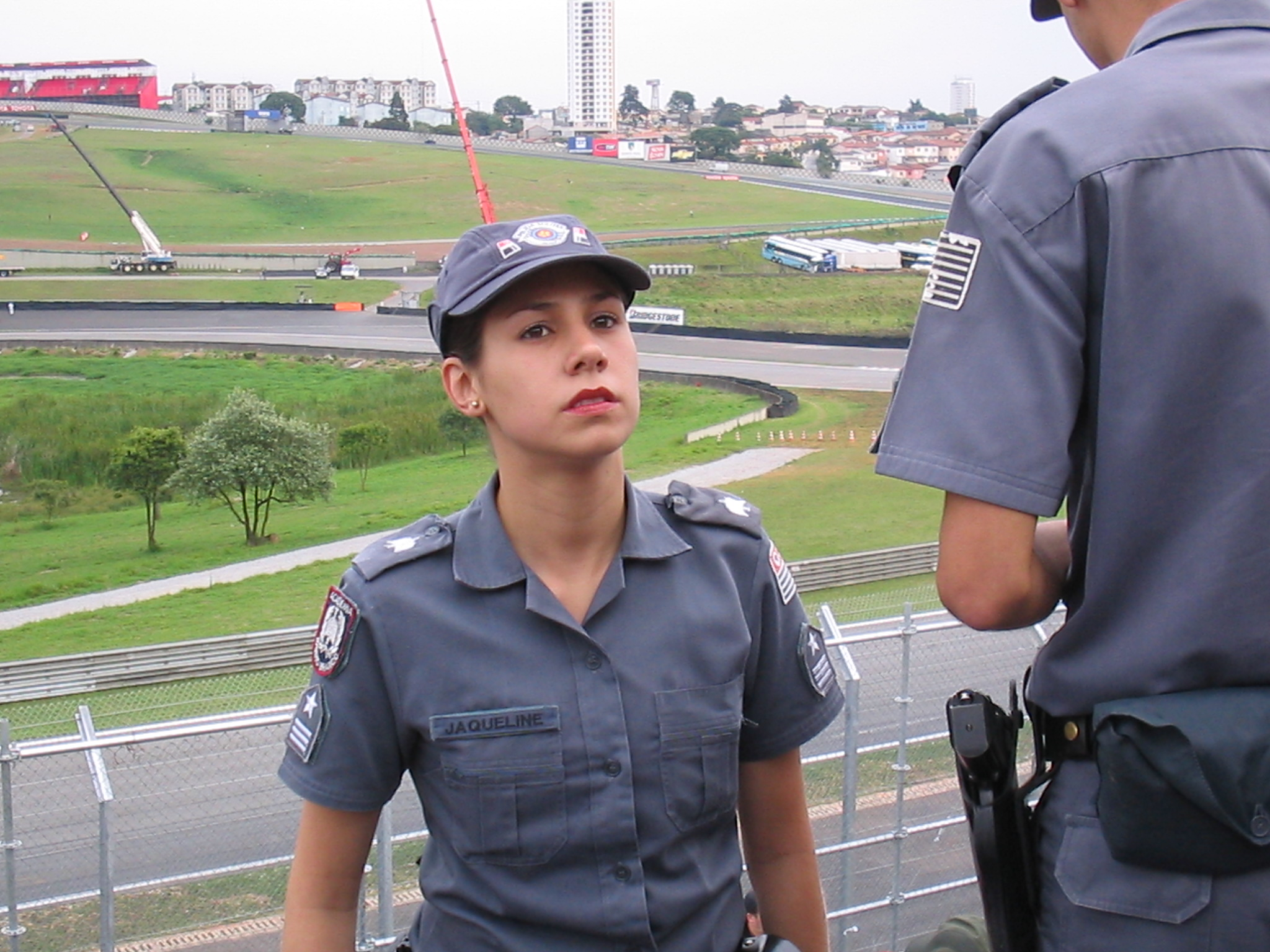
Aluna-oficial em policiamento, em 2004.